# Serge Emmanuel Jongué
Serge Emmanuel Jongué, ou Serge Jongué, né en 1951 à Aix-en-Provence et mort à Montréal en 2006, est un photographe, écrivain, journaliste et critique d'art français, qui s'est notamment intéressé aux questions de la mémoire ouvrière, des identités multiples, du métissage, du nomadisme et de la bande dessinée.
Né d'un père guyanais et d'une mère polonaise, il étudie à l'Université de Provence où il écrit un mémoire de maîtrise consacrée au rapport entre l'écrit et l'image dans la bande dessinée, qu'il présente en 1973. Deux ans plus tard, il émigre à Montréal et s'engage dans un doctorat. Entre 1975 et 1976 il co-anime avec Pierre Fournier l'émission Les amis du Capitaine Kébec, première émission entièrement consacrée à la bande dessinée en Amérique du Nord, sur Canal 9. Au début des années 1980, après avoir travaillé comme adjoint de direction au Pavillon international de l'Humour de Terre des Hommes, il entame une carrière de photographe et de journaliste. Il s'intéresse notamment au monde syndical et à la mémoire ouvrière, auprès du Syndicat des Métallurgistes unis d’Amérique et de la Fédération des travailleurs du Québec. En 1985, il rencontre Hugo Pratt, avec qui il envisage de collaborer sur un projet d'écriture.
Son travail photographique a donné lieu à des expositions monographiques en France et au Canada. 

## Filmographie
Jongué, carnet nomade, 2020